# Temple protestant de Privas
Le temple protestant de Privas est un lieu de culte situé 12, cours du Temple à Privas, en Ardèche. La paroisse est membre de l'Église protestante unie de France.

## Histoire
À la Renaissance, la cité de Privas accueille les idées nouvelles de la Réforme protestante. Elle devient une place forte protestante pendant les guerres de Religion. En 1629, après le siège de Privas, la ville est rasée et le premier temple détruit.
La Révolution française et la Déclaration des droits de l'homme et du citoyen de 1789 donne la liberté de conscience et d'expression aux minorités religieuses. Les protestants louent des églises désaffectées pour célébrer leur culte. Le temple actuel est inauguré 9 mars 1823. L'architecte est M. Nègre. Une sacristie est construite en 1846.
En 1854, sont réaménagées les fenêtres, et est installée une grille sur le mur longeant la rue, ouvert avec un portail en fer forgé. Cinq ans plus tard, en 1859, le temple est agrandi, en ajoutant deux ailes latérales.
Le clocher est élevé en 1900. Il est garni d'une cloche nommée en mémoire de Marie Durand, la prisonnière huguenote de la tour de Constance,.